# Velkolužská vrchovina
Velkolužská vrchovina je geomorfologický okrsek Hazlovské pahorkatiny, která náleží do pohoří Smrčiny. Je to vlastně plochá vrchovina až členitá pahorkatina, kde nejvyšší vrcholek je Bukový vrch (650 m). Nejnižší nadmořská výška je zhruba 500 m. Velkolužská vrchovina je pojmenovaná podle obce Velký Luh, která se nachází v jejím středu. Délka vrchoviny je pouze asi 7 km.

## Vrcholy
- Bukový vrch (650 m)
- Lužský vrch (607 m)
- Čihadlo (583 m)
- Kamenný vrch (564 m)

## Podnebí, vodstvo, příroda
- Velkolužská vrchovina náleží do mírně teplé oblasti s průměrnou roční teplotou 6 - 7 °C. (Rozdíl teplot mezi úpatím a vrcholky je max. 1°.) Průměrný roční úhrn srážek je zhruba 700 mm. Sníh by zde měl ležet v průměru 50-90 dní.
- Vrchovinou protéká několik potoků a říček - Plesná, Sázek, Velkolužský potok, Lužní potok.
- Ve vrchovině je vyhlášen přírodní park Kamenné vrchy.

## Města a obce
- Plesná
- Skalná
- Velký Luh